# Susanne Moebus
Susanne Moebus (* in Bremen) ist eine deutsche Biologin, Epidemiologin und Hochschullehrerin. Sie ist Direktorin des Instituts für Urban Public Health (InUPH) am Universitätsklinikum Essen der Universität Duisburg-Essen.

## Werdegang
Susanne Moebus  studierte Biologie mit dem Abschluss Diplom-Biologin (1988) an der Universität Bremen, wo sie 1994 zur Dr. rer. nat. am Institut für Zellbiologie, Biochemie und Biotechnologie promoviert wurde. Anschließend studierte sie Public Health mit dem Abschluss Master of Public Health im Jahr 1997 an der Universität Bielefeld. Ab 1996 war Susanne Moebus am Universitätsklinikum Essen tätig und habilitierte sich dort 2008.
Seit 2012 leitet Susanne Moebus das Institut für Urban Public Health in Essen.

## Funktionen und Mitgliedschaften (Auswahl)
Susanne Moebus war von 2016 bis 2019 Präsidentin der Deutschen Gesellschaft für Sozialmedizin und Prävention (DGSMP).
Im März 2024 wurde sie zum Mitglied des Expertenrates Gesundheit und Resilienz der Bundesregierung berufen.